# Brigade de la Légion Rey Alfonso XIII
La Brigade de la Légion  (ou BRILEG), dont le nom complet est Brigada de la Legión Rey Alfonso XIII, est une brigade d'infanterie légère de l'armée de Terre espagnole.

## Histoire
La Brigade de la Légion fut créée en 1995 à partir des autres unités de la Légion espagnole.
Elle a toujours eu un rôle d'avant-garde, tant dans les opérations extérieures (Albanie, Kosovo) que l'aspect plus général de la professionnalisation de l'armée espagnole.

## Organisation
La Brigade de la Légion est la plus récente, mais la plus importante des unités de Légion. Elle est placée sous le commandement d'un général de brigade d'infanterie qui, en plus de son commandement opérationnel, est chargé du développement, du maintien et du respect des traditions de l'ensemble du corps de la Légion.
En 2007, l'organisation de la BRILEG est la suivante :
- Quartier général
- Unité de soutien constituée de :
  - bataillon de quartier général (Bandera de cuartel general ou BCG)
  - groupe d'artillerie de la Légion (Grupo de artillería de la Legión ou GACALEG)
  - unité de génie de la Légion (Unidad de zapadores de la Legión ou UZAPLEG)
  - groupe logistique de la Légion (Grupo logístico de la Legión ou GLOGLEG)
- Régiment no 3 (Tercio "Don Juan de Austria" 3º de la Legión) constitué de :
  - compagnie de commandement et d'état-major
  - VIIe bataillon léger blindé (VII Bandera ligero-protegida)
  - VIIIe bataillon léger blindé (VII Bandera ligero-protegida)
- Régiment no 4 (Tercio "Alejandro Farnesio" 4º de la Legión) constitué de :
  - Xe bataillon léger (X Bandera ligera)

La brigade est stationnée au quartier "Álvarez de Sotomayor", à Viator, dans la province d'Almería, à l'exception du régiment "Alejandro Farnesio" qui, avec la X Bandera ligera est stationné au quartier "General Gabeiras" à Ronda, province de Malaga.

### Unité de soutien

#### Bataillon de quartier général (Bandera de cuartel generalou BCG)
Créée en 1997, cette unité a pour but de regrouper toutes les unités de la brigade chargées des missions d'appui et de lutte anti-chars. Elle a aussi la charge d'assurer la sécurité des postes de commandements de la brigade.
Sous l'autorité d'un lieutenant-colonel, elle se compose des unités suivantes :
- commandement et état-major ;
- compagnie d'état-major ;
- compagnie des services ;
- compagnie de défense anti-chars (équipée de missiles TOW) ;
- unité de renseignement ;
- unité de transmissions ;
- musique de la Légion ;
- fanfare (Banda de Cornetas y Tambores).

#### Groupe d'artillerie(Grupo de artillería de la Legiónou GACALEG)
Placé sous le commandement d'un lieutenant-colonel, cette unité a pour mission d'appuyer la brigade, par des feux dans la profondeur puissants et précis. Elle a aussi la possibilité de remplir des missions de défense sol-air à courte et moyenne portée.
Elle se compose d'environ 500 h, répartis en six batteries :
- 1 batterie de commandement et d'état-major
- 1 batterie des services
- 3 batteries d'artillerie sol-sol équipées de canons de 105 mm Light guns
- 1 batterie sol-air équipée de missiles MISTRAL

#### Unité degéniede la Légion (Unidad de zapadores de la Legiónou UZAPLEG)
Placé sous les ordres d'un commandant, elle remplit des missions d'aide à la mobilité, au profit des unités de la brigade, ainsi que de contre-mobilité (pour ralentir l'ennemi).
Elle peut aussi remplir des missions de destruction comme de remise en condition des infrastructures (habitations, moyens de communications, etc.)
Elle se compose de :
- 1 section de commandement et d'état-major (avec notamment une équipe de reconnaissance du génie et une équipe d'artificiers)
- 1 compagnie de génie (deux sections de génie combat équipés de BMR / VCZ M1, une section de combat avec des moyens légers de génie et une section appuis pouvant effectuer des missions d'organisation du terrain avec des engins de terrassement, de dispersion de mines, etc.)

#### Groupe logistique de la Légion (Grupo logístico de la Legiónou GLOGLEG)
Sous le commandement d'un lieutenant-colonel, il a pour mission de fournir tous les appuis logistiques nécessaires au fonctionnement de la brigade, tant en temps de paix qu'en opérations, conventionnelles ou de maintien de la paix.
Pour ce faire, il est équipé de camions de transport, de camions-citernes, de camions frigorifiques et de véhicules ateliers. Il dispose aussi, d'ambulance, de grues et de toute sorte de matériels nécessaires à l'accomplissement de ses missions.
Il est régulièrement engagé sous forme d'unités modulaires, en fonction de la taille de l'unité à soutenir. Il se compose de :
- 1 compagnie de commandement et d'état-major
- 1 compagnie d'approvisionnement
- 1 compagnie santé
- 1 compagnie de transports
- 1 section de soutien du personnel